# Сердебаш
Сердебаш — село в Арском районе Татарстана. Входит в состав Шушмабашского сельского поселения.

## География
Находится на реке Сарда приблизительно в 42 км к северу от районного центра города Арск.

## История
Основано в XVIII веке, упоминалось еще как деревня По речке Сарде.
В «Списке населённых мест Российской империи», изданном в 1876 году по сведениям 1859—1873 годов, населённый пункт упомянут как казённая деревня Сардыбаш Малмыжского уезда Вятской губернии (3-го стана). Располагалась по левую сторону торговой дороги из Казани в Уржум, в юго-западном углу Малмыжского уезда, при речке Сарде, в 50 верстах от уездного города Малмыж и в 22 верстах от становой квартиры в казённом селе Цыпья. В деревне, в 43 дворах проживали 295 человек (140 мужчин и 155 женщин).
В начале XX века здесь уже была мечеть и мектеб. Часть населения села относится к кряшенам.

## Население
Постоянных жителей было: в 1905—771, в 1920—1048, в 1926—830, в 1938—676, в 1949—524, в 1958—528, в 1970—474, в 1979—378, в 1989—297, 287 в 2002 году (татары 100 %, в том числе кряшены), 298 в 2010.